# 花柳小菊
花柳 小菊（はなやぎ こぎく、本名：斎藤 芳子（さいとう よしこ）、1921年2月26日 - 2011年1月26日）は日本の女優。夫は、俳優の中村竹弥。

## 来歴
東京市京橋区（現在の東京都中央区）生まれ。牛込区（現在の新宿区）の築土尋常小学校を卒業後、神楽坂の芸者となるべく小菊の名で半玉となった。
マキノ正博にスカウトされ、弟のマキノ満男のいる日活映画「恋愛人名簿」へ1935年1月に主演。1935年6月、日活多摩川に正式入社。芸名は妓籍のままだった。二枚目俳優の滝口新太郎とあこがれコンビとして売り出されスターとなった。
1937年より時代劇出演が増え、阪東妻三郎や片岡千恵蔵の相手役となる。現代劇のメロドラマでもヒロインを続けたが1940年に退社。その後は新派の舞台出演が増えた。
戦後も松竹、東宝、大映、東映で主演作をもつ活躍をみせた。1956年9月より東映専属となった後は脇に回り時代劇で活躍するが、時代劇ブームが終わり1963年に退社。その後の映画出演は1968年の東映「忍びの卍」のみで映画界を引退。その後はテレビドラマ・舞台で活躍した。
2011年1月26日午後2時50分、心不全のため東京都内の病院で死去。89歳没。

## 主な出演

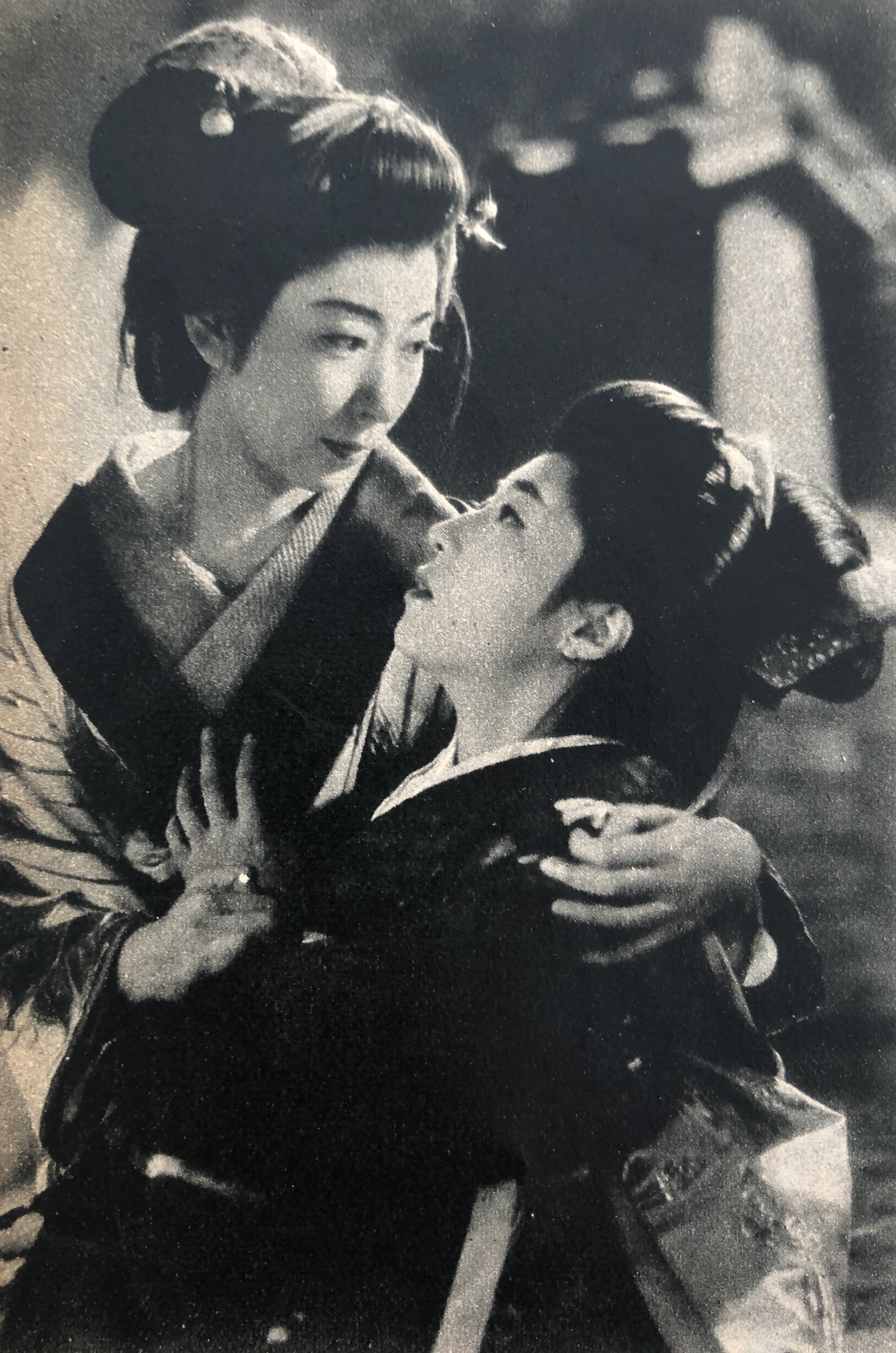
『隠密若衆』（1955年）。花柳小菊と長谷川裕見子

### 映画
※太字の題名はキネマ旬報ベストテンにランクインした作品
- のぞかれた花嫁（1935、日活）
- 浴槽の花嫁（1936年、日活）
- 真実一路（1937年、日活）
- 恋山彦　風雲の巻（1937年、日活）
- 恋山彦　怒濤の巻（1937年、日活）
- 時代の霧　春実の巻（1937年、日活）
- 時代の霧　静子の巻（1937年、日活）
- 忠臣蔵 天の巻・地の巻（1938年、日活）
- 人生劇場　残侠篇（1938年、日活）
- 赤垣源蔵（1938年、日活）
- 爆音（1939年、日活）
- 歴史（1940年、日活）
- 虞美人草（1941年、東宝）
- 湖畔の別れ(1943年、松竹)
- 民衆の敵（1946年、東宝）
- 愛の宣書（1946年、東宝）
- 汚れた花園（1948年、松竹）
- 木曾の天狗（1948年、大映）
- 好色五人女（1948年、大映）
- 狙われた女（1948年、大映）
- 千姫御殿（1948年、大映）
- 黒雲街道（1948年、大映）
- 大島情話（1948年、大映）
- 月よりの使者（1949年、大映）
- 海の野獣（1949年、松竹）
- 満月（1949年、大映）
- 山を飛ぶ花笠（1949年、大映）
- 鍔鳴浪人（1950年、東映）
- いれずみ判官　桜花乱舞の巻（1950年、東横）
- いれずみ判官　落花対決の巻（1950年、東横）
- 獅子の罠（1950年、東横）
- 裸女の愁い（1950年、東宝）
- 君が心の妻（1950年、松竹）
- 左近捕物帖 鮮血の手型（1950年、松竹）
- 千石纏（1950年、東横）
- 愛情の旋風（1951年、松竹）
- 夢介千両みやげ　春風無刀流（1951年、東横）
- 中山安兵衛（1951年、新東宝）
- 伊豆物語（1951年、東宝）
- にっぽんGメン　不敵なる逆襲（1951年、東映）
- お馴染み判官　あばれ神輿（1951年、東映）
- 天狗の安（1951年、東映）
- ホープさん　サラリーマン虎の巻（1951年、東宝）
- 大江戸五人男（1951年、松竹）
- 真説石川五右衛門（1951年、東映）
- 殴られた石松（1951年、新東宝）
- 新選組　京洛風雲の巻（1952年、東映）
- 遊民街の夜襲（1952年、東映）
- 新選組　池田屋騒動（1952年、東映）
- 犬姫様（1952年、新東宝）
- 魚河岸帝国（1952年、新東宝）
- 新選組　魔剣乱舞（1952年、東映）
- お洒落狂女（1952年、東映）
- 浮雲日記（1952年、東宝）
- はだか大名　前・後篇（1952年、東映）
- 血闘鳥辺山　お染半九郎（1952年、松竹）
- 修羅八荒（1952年、東映）
- 花火の舞（1952年、新東宝）
- 飛びっちょ判官（1952年、東映）
- 紺屋高尾（1952年、東映）
- 花吹雪男祭り（1952年、東映）
- 人形佐七捕物帖　通り魔（1953年、新東宝）
- 残侠の港（1953年、東映）
- 片目の魔王（1953年、東映）
- 江戸の花道（1953年、東映）
- 夕立勘五郎（1953年、東宝）
- 北海の虎（1953年、東宝）
- べらんめえ獅子（1953年、東映）
- 南国太平記（1954年、東映）
- 続南国太平記　薩南の嵐（1954年、東映）
- ひよどり草紙（1954年、松竹）
- 殴り込み二十八人衆（1954年、東映）
- 鳴門秘帖　前・後篇（1954年、東映）
- かくて夢あり（1954年、日活）
- 国定忠治（1954年、日活）
- やくざ囃子（1954年、東宝）
- お坊主天狗　前・後篇（1954年、東映）
- 変化大名（1954年、東映）
- 続・変化大名（1954年、東映）
- 恋天狗（1955年、東映）
- 隠密若衆（1955年、新東宝）
- 大利根の対決（1955年、日活）
- のんき裁判（1955年、新東宝）
- 阿修羅四天王 　東映京都
- 緋牡丹記（1955年、新東宝）
- 男一匹（1955年、新東宝）
- 虎無僧系図（1955年、東映）
- 薩摩飛脚（1955年、東映）
- 薩摩飛脚　完結篇（1955年、東映）
- 関の弥太ッぺ（1955年、新東宝）
- あばれ行燈（1956年、新東宝）
- 多羅尾伴内シリーズ　戦慄の七仮面（1956年、東映）
- 鍔鳴浪人（1956年、東映）
- 続勤王?佐幕?女人曼陀羅（1956年、新東宝）
- 海の百万石（1956年、東映）
- 曽我兄弟　富士の夜襲（1956年、東映）
- やくざ大名（1956年、東映）
- 朱鞘罷り通る（1956年、東映）
- 魔像（1956年、東映）
- 任侠清水港（1957年、東映）
- 恋染め浪人（1957年、東映）
- 抜打ち浪人（1957年、東映）
- 股旅男八景　殿さま鴉（1957年、東映）
- 水戸黄門（1957年、東映）おたきの方
- 天狗街道（1957年、東映）
- 佐々木小次郎（1957年、東映）
- はやぶさ奉行（1957年、東映）
- 旗本退屈男　謎の蛇姫屋敷（1957年、東映）
- 任侠東海道（1958年、東映）
- 葵秘帖（1958年、東映）
- 旗本退屈男（1958年、東映）
- 喧嘩太平記（1958年、東映）
- 忠臣蔵 櫻花の巻・菊花の巻 （1959年、東映）
- あばれ大名（1959年、東映）
- 東京べらんめえ娘（1959年、東映）
- 壮烈新選組 幕末の動乱（1960年、東映）
- 任侠中仙道（1960年、東映）
- 旗本退屈男　謎の幽霊島（1960年、東映）
- あらくれ大名（1960年、東映）
- 旗本退屈男　謎の暗殺隊（1960年、東映）
- 壮烈新選組 幕末の動乱（1960年、東映）
- 妖刀物語 花の吉原百人斬り（1960年、東映）
- つばくろ道中（1960年、東映）
- 半七捕物帖　三つの謎（1960年、東映）
- 旗本喧嘩鷹（1961年、東映）
- 赤穂浪士（1961年、東映）
- 八荒流騎隊（1961年、東映）
- 赤い影法師（1961年、東映）
- 血煙り笠（1962年、東映）
- 江戸っ子長屋（1962年、東映）
- 変幻紫頭巾（1963年、東映）
- 真田風雲録（1963年、東映）
- ちゃんばらグラフィティー 斬る!（1981年、東映）

### テレビドラマ
- ライオン奥様劇場（CX）
  - 「この河の流れに」（1964年）
  - 「芸者っ子」（1965年）
- 太閤記（1965年、NHK）
- 柔一筋（1965年、NTV）
- 虞美人草（1966年、MBS）
- 乱戦模様（1970年、NHK）
- 大忠臣蔵（1971年、NET）

### 舞台
- 次郎長水滸伝

## 関連書籍
- 「水野晴郎と銀幕の花々」（近代文芸社。水野による花柳小菊を含む女優達のインタビュー集）